# La Fontenelle (Loir i Cher)
La Fontenelle és un municipi francès, situat al departament del Loir i Cher i a la regió de Centre – Vall del Loira. L'any 2007 tenia 182 habitants.

## Demografia

### Població
El 2007 la població de fet de La Fontenelle era de 182 persones. Hi havia 84 famílies, de les quals 28 eren unipersonals (12 homes vivint sols i 16 dones vivint soles), 32 parelles sense fills i 24 parelles amb fills.
La població ha evolucionat segons el següent gràfic:
Habitants censats

### Habitatges
El 2007 hi havia 153 habitatges, 81 eren l'habitatge principal de la família, 54 eren segones residències i 18 estaven desocupats. Tots els 153 habitatges eren cases. Dels 81 habitatges principals, 72 estaven ocupats pels seus propietaris i 9 estaven llogats i ocupats pels llogaters; 14 tenien dues cambres, 19 en tenien tres, 15 en tenien quatre i 33 en tenien cinc o més. 51 habitatges disposaven pel capbaix d'una plaça de pàrquing. A 39 habitatges hi havia un automòbil i a 35 n'hi havia dos o més.

### Piràmide de població
La piràmide de població per edats i sexe el 2009 era:
| Homes | Edats   | Dones |
| ----- | ------- | ----- |
| 0     | 95 o +  | 0     |
| 0     | 90 a 94 | 0     |
| 4     | 85 a 89 | 4     |
| 0     | 80 a 84 | 4     |
| 4     | 75 a 79 | 4     |
| 8     | 70 a 74 | 0     |
| 20    | 65 a 69 | 0     |
| 0     | 60 a 64 | 16    |
| 0     | 55 a 59 | 0     |
| 4     | 50 a 54 | 4     |
| 8     | 45 a 49 | 12    |
| 0     | 40 a 44 | 0     |
| 8     | 35 a 39 | 4     |
| 0     | 30 a 34 | 12    |
| 12    | 25 a 29 | 4     |
| 0     | 20 a 24 | 0     |
| 8     | 15 a 19 | 0     |
| 0     | 10 a 14 | 0     |
| 4     | 5 a 9   | 4     |
| 8     | 0 a 4   | 4     |

## Economia
El 2007 la població en edat de treballar era de 113 persones, 84 eren actives i 29 eren inactives. De les 84 persones actives 72 estaven ocupades (34 homes i 38 dones) i 12 estaven aturades (6 homes i 6 dones). De les 29 persones inactives 16 estaven jubilades, 9 estaven estudiant i 4 estaven classificades com a «altres inactius».

### Ingressos
El 2009 a La Fontenelle hi havia 86 unitats fiscals que integraven 196 persones, la mediana anual d'ingressos fiscals per persona era de 15.400,5 €.

### Activitats econòmiques
Dels 9 establiments que hi havia el 2007, 1 era d'una empresa extractiva, 2 d'empreses de construcció, 2 d'empreses de comerç i reparació d'automòbils, 1 d'una empresa d'hostatgeria i restauració, 1 d'una empresa immobiliària i 2 d'empreses classificades com a «altres activitats de serveis».
Dels 4 establiments de servei als particulars que hi havia el 2009, 1 era una fusteria, 1 electricista, 1 restaurant i 1 saló de bellesa.
L'any 2000 a La Fontenelle hi havia 18 explotacions agrícoles que ocupaven un total de 2.070 hectàrees.

## Poblacions més properes
El següent diagrama mostra les poblacions més properes.